# Esmeralda, Cuba
Esmeralda là một thành phố ở tỉnh Camagüey của Cuba.
Đô thị này được chia thành các barrio Caonao, Guanaja, Jaronú, Quemado and Tabor.
Kinh tế chủ yếu là trồng mía đường, dừa, cam, thuốc lá.

## Dân số
Năm 2004, đô thị Esmeralda có dân số 29.953. và diện tích 1.480 km² (571,4 mi²), với mật độ dân số 1.230người/km² (3.185,7người/sq mi).